# Certamen poeticum Hoeufftianum
Il Certamen poeticum Hoeufftianum (o Certamen Hoeufftianum) è stato il più prestigioso premio letterario di poesia in lingua latina nel periodo compreso fra il 1844 e il 1978. 

## Storia
Fondato dal giurista olandese e poeta in latino Jacob Hendrik Hoeufft (1756-1843), il premio veniva assegnato una volta l'anno ad Amsterdam da una giuria i cui membri (iudicatores) erano scelti dalla "Koninklijke Nederlandse Akademie van Wetenschappen" ("Accademia Reale delle Arti e delle Scienze dei Paesi Bassi"). 
I componimenti poetici dei candidati dovevano essere inviati anonimi e accompagnati da un motto. Il primo premio consisteva in una medaglia d'oro da 250 grammi, per il primo classificato, più la pubblicazione dell'opera a spese dell'Accademia. Le composizioni che, pur non avendo conseguito il primo premio, venivano giudicate dalla giuria degne di grande lode (magnae laudis) potevano essere anch'esse pubblicate a spese dell'Accademia, previo consenso dell'autore.
Il primo poeta a riportare una vittoria fu il calabrese Diego Vitrioli premiato nel 1845 con un poemetto sulla pesca del pesce spada; Vitrioli ebbe Giovanni Pascoli come biografo Il più noto fra i poeti premiati è senz'altro Giovanni Pascoli, il quale vinse il primo premio tredici volte mentre si ritiene abbia vinto la gran lode altre quindici volte ma, verosimilmente irritato per la sconfitta, in nove occasioni non volle rivelare il proprio nome, impedendo così la pubblicazione delle sue opere. Pascoli, a sua volta, era stato allievo a Urbino del padre scolopio Giuseppe Giacoletti, anch'egli premiato ad Amsterdam nel 1863 con un poema sulle locomotive a vapore. Fra gli altri poeti premiati si ricordano gli italiani Giuseppe Albini, Fernando Maria Brignoli (1901-1970), Luigi Galante, Alfonso Maria Casoli, Teodoro Ciresola, Domenico Migliazza, Vittorio Genovesi, Giuseppe Morabito, Carlo Luigi Morichini, Matteo Paolillo, Olindo Pasqualetti, Michelangelo Petruzziello, Francesco Sofia Alessio e Fernando Bandini, lo svizzero Peter Esseiva e il tedesco Hermann Weller il quale vinse il primo premio tredici volte. Nel 1938 Weller venne premiato per Y, un poemetto in cui attaccava la politica razziale dei nazisti.
Il premio fu soppresso nel 1978 per mancanza di fondi.

## Premi
Elenco dei poeti e dei carmi premiati con la medaglia d'oro o con la gran lode
| Anno | medaglia d'oro                                                                                   | magna laus |
| ---- | ------------------------------------------------------------------------------------------------ | --- |
| 1845 | Diego Vitrioli, Xiphias                                                                          | nullus |
| 1856 | nullus                                                                                           | Ioannes van Leeuwen, Lycidas ecloga et Musae invocatio |
| 1857 | nullus                                                                                           | Ioannes van Leeuwen, Octaviae querela |
| 1863 | Giuseppe Giacoletti, De lebetis materie et forma eiusque tutela in machinis vaporis vi agentibus | nullus |
| 1864 | Ioannes van Leeuwen, Senis vota pro patria                                                       | Ioannes van Leeuwen, In funere Lycisci; Callisthenis Rophoeaticus, Fragà |
| 1868 | Albert Heinrich Arnold Ekker, Exeunte Octobri. Ad filiolum                                       | nullus |
| 1870 | Peter Esseiva, Urania                                                                            | nullus |
| 1872 | Peter Esseiva, Ad iuvenem satira                                                                 | nullus |
| 1873 | Peter Esseiva, Gaudia domestica                                                                  | nullus |
| 1874 | Peter Esseiva, Musa                                                                              | nullus |
| 1875 | Peter Esseiva, Ad procum satira                                                                  | Francesco Tranquillino Moltedo, Reditus in patriam |
| 1876 | Francesco Pavesi, Hollandia                                                                      | nullus |
| 1877 | Peter Esseiva, Pastor bonus                                                                      | Francesco Pavesi, Fasti Insubrici; Vito Vaccaro, Thomas Aquinas; Pietro Rosati, Ornithogonia |
| 1878 | Francesco Pavesi, De Insubrum agricolarum in transatlanticas regiones demigratione               | Peter Esseiva, Pulices; Pietro Rosati, Fucinus lacus |
| 1879 | Peter Esseiva, Virginis maturioris querelae                                                      | Ioannes van Leeuwen, Homo-simia |
| 1880 | Peter Esseiva, In mulieres emancipatas                                                           | Francesco Pavesi, Ad Eugeniam Augustam in funere filii |
| 1881 | Ioannes van Leeuwen, Ad Bacchum                                                                  | Francesco Pavesi, Carmen; Pietro Rosati, Tannereis |
| 1882 | Peter Esseiva, Tobiae iunioris peregrinatio                                                      | Ioannes van Leeuwen, Ad veteres commilitones; Giuseppe Albini, Sponsa nautae |
| 1884 | Peter Esseiva, Juditha                                                                           | Ioannes van Leeuwen, Adolescentis meditatio |
| 1885 | Ioannes van Leeuwen, Venite ad me                                                                | Giuseppe Albini, Ad Vergilium; Armand Gasté, Alaricus ingreditur Romam victumque orbem ulciscitur |
| 1886 | Peter Esseiva, Judas Machabaeus                                                                  | Ioannes van Leeuwen, Nupta ad amicam |
| 1887 | Ioannes van Leeuwen, Matris querela                                                              | Peter Esseiva, Esther |
| 1888 | Peter Esseiva, Susanna                                                                           | Ioannes van Leeuwen, Me puero; Giuseppe Albini, Ad urbem Bononiam |
| 1889 | nullus                                                                                           | Andrea Sterza, Adam et Christus; Peter Esseiva, Epistola ad Abraham |
| 1890 | Rudolphus van Oppenraay, Amor                                                                    | nullus |
| 1891 | nullus                                                                                           | Andrea Sterza, Maria virgo in monte Calvariae |
| 1892 | Giovanni Pascoli, Veianius                                                                       | nullus |
| 1893 | Antonio Giovannini, Inventa et mores                                                             | August Fabricius, Lanisaponias; Pietro Rosati, Puerilia; Andrea Sterza, Septem fratres Machabaei |
| 1894 | Giovanni Pascoli, Phidyle                                                                        | Andrea Sterza, Poeta a musis Christianis edoctus; Raffaele Carrozzari, Horatia a fratre interfecta; Giovanni Pascoli, Laureolus; Pietro Rosati, Siderhodophylax |
| 1895 | Giovanni Pascoli, Myrmedon                                                                       | Pietro Rosati, Ad Ferdinandum Lessepsum; Raffaele Carrozzari, Lycoris |
| 1896 | Giovanni Pascoli, Cena in Caudiano Nervae                                                        | Pietro Rosati, Podothaumaturgia; Giovanni Pascoli, Castanea |
| 1897 | Giovanni Pascoli, Reditus Augusti                                                                | Jacobus Johannes Hartman, Matris natalicia; Giovanni Pascoli, Jugurtha; Alessandro Zappata, De anguillarum Comaclensium piscatione; Pietro Rosati, In mulieres litteratas |
| 1898 | Jacobus Johannes Hartman, Laus Mitiae                                                            | Giovanni Pascoli, Catullocalvos; Joannes van der Vliet, Epistula Flori; Jacobus Johannes Hartman, Christus servator; Alessandro Zappata, Ophis et Alcon |
| 1899 | Jacobus Johannes Hartman, Pater ad filium                                                        | Raffaele Carrozzari, Leo gladiator; Pietro Rosati, Myceteis; Alessandro Zappata, Nox Novembris; Alessandro Muccioli, Clytie |
| 1900 | Giovanni Pascoli, Sosii fratres bibliopolae                                                      | Jacobus Johannes Hartman, Sancti Nicolai feriae; Ludovico Graziani, Bicyclula; Alessandro Zappata, De venatione fulicarum; Raffaele Carrozzari, Acte; Pietro Rosati, Pax; Alfredo Bartoli, Extremum votum; Francis Xavier Reuss, In hodernum Progressum                                                                                                 |
| 1901 | Pieter Helbert Damsté, Patria rura                                                               | Alessandro Zappata, Bucentaurus; Luigi Sirletti, De hodiernis Romanis bacchanalibus, Joannes van der Vliet, Marcus filius ad Ciceronem patrem; Alfredo Bartoli, Autumnales feriae |
| 1902 | Giovanni Pascoli, Centurio                                                                       | Ludovico Graziani, In re cyclistica Satan; Alberto Salvagni, Vulcanus; Alessandro Zappata, Telemachus et Eucharis; Francis Xavier Reuss, Rus Albanum; Pieter Helbert Damsté, Hymenaea |
| 1903 | Pieter Helbert Damsté, Feriae aestivae                                                           | Luigi Sirletti, De excidio urbis S. Petri; Adhémar d'Alès, Juvenilia |
| 1904 | Giovanni Pascoli, Paedagogium                                                                    | Jacobus Johannes Hartman, Cornelius Gallus Parthenio; Pieter Helbert Damsté, Duo signa; Pietro Rosati, De telegrapho acrocodilo; Francis Xavier Reuss, Ad Franciam |
| 1905 | Giovanni Pascoli, Fanum Apollinis                                                                | Jacobus Johannes Hartman, Tullius Propertio, Metus inanis, et Protesilaus; Angelo Sommariva, Aucupium; Pietro Rosati, Krügereis; Pieter Helbert Damsté, Codex |
| 1906 | Luigi Galante, Licinus Tonsor                                                                    | Francis Xavier Reuss, Hirundo Alsatina; Pietro Rosati, Ludimagister invita Minerva |
| 1907 | Giovanni Pascoli, Rufius Crispinus                                                               | Giovanni Pascoli, Ultima linea; Francis Xavier Reuss, Excidium Correrianum; Pietro Rosati, Rusticatio; Edoardo San Giovanni, Ancilla; Francesco Sofia Alessio, Duo magi; Alessandro Zappata, Lampadephoria |
| 1908 | Alfonso Maria Casoli, Ad conventum Hagensem de publica pace                                      | Francis Xavier Reuss, Claudia vestalis; Pietro Rosati, Vita urbana; Alessandro Zappata, Soterichus; Francesco Sofia Alessio, Vis electrica |
| 1909 | nullus                                                                                           | Giovanni Pascoli, Ecloga XI sive ovis peculiaris; Alfonso Maria Casoli, De regicidio Ulyssiponensi; Gennaro Aspreno Rocco, Aeronavis; Adhémar d'Alès, Puellae Aurelianensi; Francis Xavier Reuss, Diluvium; Alessandro Zappata, Multum demissus homo; Francesco Tranquillino Moltedo, Amico monita                                                      |
| 1910 | Giovanni Pascoli, Pomponia Graecina                                                              | Edoardo San Giovanni, Oasis; Alessandro Zappata, Cervisia; Vincenzo Ussani, Ecloga Zanclaea; Alfonso Maria Casoli, De agrorum cultura fovenda ad Italis; Iosephus Giannuzzi, De Siciliae et Calabriae excidio carmen; Antonio Faverzani, Comoedia |
| 1911 | Giovanni Pascoli, Fanum Vacunae                                                                  | Francesco Sofia Alessio, Petronius; Camillo Morelli, Pascua montium; Adhémar d'Alès, Avia; Giuseppe Albini, Ravenna |
| 1912 | Giovanni Pascoli, Thallusa                                                                       | Pieter Helbert Damsté, Solatiolum; Pietro Rosati, Venator; Antonio Faverzani, Lydia; Raffaele Carrozzari, Eunus; Alfredo Bartoli, Villa Syronis; Francesco Sofia Alessio, Plotinus; Francis Xavier Reuss, Strages infantium Bethlehemitarum; Fr. Jo. Maria Joseph, Tupac Amaru; Giovanni Caldana, Ad Rhenum fluvium                                     |
| 1913 | Raffaele Carrozzari, Amaryllis                                                                   | Pietro Rosati, In funere Johannis Pascoli; Adolfo Gandiglio, Alumnus Vergilii; Heinrich Padberg, Titanicae interitus; Pieter Helbert Damsté, Alma quies; Francesco Sofia Alessio, Duo insontes; Giuseppe Albini, Aeriae voces; Antonio Giovannini, Vox patriae                                                                                          |
| 1914 | nullus                                                                                           | Alfredo Bartoli, Dies Neptuni festus; Camillo Morelli, Inquilinus urbis; Alessandro Zappata, Canternus lacus; Pietro Rasi, Divinum rus; Giovanni Caldana, Divi Titi arci; Antonio Faverzani, Cyme; Francesco Sofia Alessio, Vitus; Pietro Rosati, Rus-urbs; Carlo Vignoli, Gabriel                                                                      |
| 1915 | Francis Xavier Reuss, Mnemosynon                                                                 | Camillo Morelli, Pueri ludentes; Luigi Galante, Planasia; Alfredo Augias, De margaritis; Alessandro Zappata, Superstes sibi; Giovanni Caldana, Aquileia; Antonio Faverzani, Satelles; Alfonso Maria Casoli, Pacis augurium; Alfredo Bartoli, Sophronia; Pietro Rosati, Anticato                                                                         |
| 1916 | Antonio Faverzani, Aviae lychnus                                                                 | Francesco Tranquillino Moltedo, Civi monita; Francesco Sofia Alessio, Vita rustica; Francis Xavier Reuss, Pacis in bello ministri; Carlo Vignoli, Tumulus vacuus |
| 1917 | Francesco Sofia Alessio, Sepulcrum Ioannis Pascoli                                               | Alfredo Bartoli, Dies anno redeunte festus et Nox natalicia; Alfonso Maria Casoli, Ignorati luctus; Francis Xavier Reuss, Vivax patriae memoria; Alfredo Augias, De arundine saccharigena; Raffaele Carrozzari, Caecilia et Ultimi Vergilii dies; Giovanni Caldana, Harlemi campus; Francesco Sofia Alessio, Reliquiae; Domenico Migliazza, Fanum Iovis |
| 1918 | nullus                                                                                           | Herman Roehl, Epistula novi mariti; Francis Xavier Reuss, Pax; Luigi Galante, Flavi ludus; Alessandro Zappata, Bruttius; Antonio Faverzani, Antigone; Hermann Weller, Psittacus et passer |
| 1919 | Giuseppe Albini, Vercingetorix                                                                   | Francesco Sofia Alessio, Pax natalicia; Antonio Faverzani, Lygdus ad matrem; Francis Xavier Reuss, Epistola senis ad iuvenem |
| 1920 | Francesco Sofia Alessio, Ultimi Tibulli dies                                                     | Hermann Weller, Somnus hibernus; Adolfo Buti, Amadei V laudes; Alfredo Bartoli, Maternus amor; Alessandro Zappata, Pus vaccinum |
| 1921 | Francesco Sofia Alessio, Asterie                                                                 | Carlo Bianchini, Davi reditus ad inferos; Alfredo Bartoli, Epistola Flori ad Horatium; Alessandro Zappata, Arminius; Alfonso Maria Casoli, Telemachus; Hermann Weller, Regnum paupertatis |
| 1922 | Hermann Weller, Hegesias                                                                         | Alessandro Zappata, Magnus Pan; Francesco Sofia Alessio, Vergilius agello expulsus; Alfonso Maria Casoli, Ecloga novissima; Ercole de Lorenzi, De velivolo curru |
| 1923 | Hermann Weller, Europa                                                                           | Francesco Sofia Alessio, Spes Vergiliana; Alfonso Maria Casoli, Vergilius et Maecenas; Émile Lacourt, Ad Vergilii sepulcrum, Vincenzo Polidori, Gallus et Lycoris |
| 1924 | Hermann Weller, Daedalus et Elpenor                                                              | Francesco Sofia Alessio, Pauperrimus bonorum; Carlo Vignoli, Ad cunabula; Alessandro Zappata, Guaschi montis templum |
| 1925 | Hermann Weller, Natale solum                                                                     | Alessandro Zappata, Sirmio; Francis Xavier Reuss, Ethnicum fanum in tempum Christianum conversum |
| 1926 | Hermann Weller, Venus et Mars                                                                    | Domenico Migliazza, Deliciae ruris; Giovanni Caldana, Harundo bellica |
| 1927 | Hermann Weller, Vestalis                                                                         | Adolfo Gandiglio, Prope Galaesum; Adhémar d'Alès, Arvernus |
| 1928 | Alessandro Zappata, Mater Iesu et mater Iudae                                                    | Hermann Weller, Lucius; Giovanni Mazza, Quattuor anni tempora; Giovanni Napoleone, Carmen lustrale |
| 1929 | nullus                                                                                           | Hermann Weller, Ad astra; Alfredo Bartoli, Res multum dissonae verbis |
| 1930 | Hermann Weller, Homines primi                                                                    | Giovanni Mazza, Italia renata et Fabularum liber primus; Henri Veldhuis, Sion |
| 1931 | nullus                                                                                           | Giovanni Mazza, Ver lacrumosum; Francesco Sofia Alessio, Ultimi Ovidii dies; Hermann Weller, Fabius et Cornelia |
| 1932 | nullus                                                                                           | Lodovico Niccolini, Ruris desiderium; Luis Lucesole, Eucharisticon |
| 1933 | Anacleto Trazzi, Rurus facies vespere                                                            | Giovanni Mazza, Caelestia; Lodovico Niccolini, Pietas; Ioannes Baptista Pighi, Epistula ad Murrium Reatinum |
| 1934 | nullus                                                                                           | Hermann Weller, Prometheus |
| 1935 | Hermann Weller, Disceptatio amantium                                                             | Vittorio Genovesi, Roma caput mundi |
| 1936 | Vittorio Genovesi, Hyle                                                                          | Giuseppe Favaro, Mors laniata; Francesco Sofia Alessio, Feriae montanae |
| 1937 | nullus                                                                                           | Vincenzo Polidori, Prope sacellum Johannis Pascoli; Hermann Weller, Videmus ... in aenigmate; Alfredo Bartoli, Dulce solum et Primus Horatii magister; Vittorio Genovesi, Satanas |
| 1938 | Hermann Weller, Y                                                                                | Hermann Weller, Ara Pacis; Vittorio Genovesi, Communia vitae et Vere novo |
| 1939 | nullus                                                                                           | Vittorio Genovesi, Animi certamen; Giuseppe Morabito, Mysteria rerum |
| 1940 | Hermann Weller, Juventus renovata                                                                | Giuseppe Morabito, De Latinis musis excolendis sermo et Solitudo |
| 1941 | Hermann Weller, Templum divini spiritus                                                          | nullus |
| 1942 | Hermann Weller, Dismas                                                                           | nullus |
| 1943 | Vittorio Genovesi, Taedium vitae                                                                 | Hermann Weller, Peregrina |
| 1944 | nullus                                                                                           | nullus |
| 1945 | nullus                                                                                           | nullus |
| 1946 | nullus                                                                                           | Alfredo Bartoli, De hodierna poesi sermo; Hermann Weller, Campana solemnis |
| 1947 | Vittorio Genovesi, Patrius amor                                                                  | Giuseppe Morabito, Somnium Catulli et Mater; Vittorio Genovesi, Verbum et Nuntiorum publicorum glutinator; Acasto Bresciani, Vindemia |
| 1948 | nullus                                                                                           | Teodoro Ciresola, Novum aevum; Giuseppe Morabito, Dulces fabulae |
| 1949 | nullus                                                                                           | Vincenzo Polidori, Pugiles; Giuseppe Morabito, Iter Syracusas |
| 1950 | Nello Martinelli, Valentinianus II                                                               | Alfredo Bartoli, Filius ad matrem reversus; Teodoro Ciresola, Frater Catulli; Giuseppe Morabito, Matris somnia |
| 1951 | Giovanni Battista Pighi, Rudens resartus                                                         | Nello Martinelli, Drusus III |
| 1952 | Giovanni Battista Pigato, Nox Pompeiana                                                          | Giuseppe Morabito, Post Forum Appi |
| 1953 | nullus                                                                                           | Orazio Camaiori, Flos succisus, Nello Martinelli, Carmen et error, Giovanni Battista Pigato, Ludi |
| 1954 | Giuseppe Morabito, Pericula                                                                      | Giuseppe Morabito, Prope Amananum; Giacomo Porcelli, Zuri; Giovanni Battista Pigato, Epistola ad discipulum |
| 1955 | Domenico Migliazza, Syrus                                                                        | Vittorio Genovesi, Talitha; Giacomo Porcelli, Grammaticus et discipuli; Giovanni Battista Pigato, Lapurdum |
| 1956 | nullus                                                                                           | Giacomo Porcelli, De vita et moribus ericii; Giovanni Battista Pigato, Lucretius; Michelangelo Petruzziello, Vetus pistrinum |
| 1957 | Fernando Maria Brignoli, Smaragdus                                                               | Giacomo Porcelli, Decipit frons prima multos; Olindo Pasqualetti, Nova de re rustica inventa; Giuseppe Morabito, ' Minois aemulus |
| 1958 | nullus                                                                                           | Olindo Pasqualetti, Pellicientis lunae dolus; Fernando Maria Brignoli, Homullus; Giovanni Ambrosi, Iter peractum; Giacomo Porcelli, Castaneas, castaneas tostas |
| 1959 | Fernando Maria Brignoli, Emeriti                                                                 | Matteo Paolillo, Portus; Giovanni Battista Pigato, Pax in bello |
| 1960 | Fernando Maria Brignoli, Certamina                                                               | Matteo Paolillo, Atta Navalis; Ioannes Baptista Pighi, Ecloga XII sive ovis perdita; Stefano Rauzi, Fluminis symphonia |
| 1961 | nullus                                                                                           | Harry C. Schnur, Iter ad septentriones; Giuseppe Morabito, Ultimus Laërtae dies; Michelangelo Petruzziello, Cicada |
| 1962 | Teodoro Ciresola, Lapsus                                                                         | Matteo Paolillo, Manes; Mieczysław Brożek, De fossoris fortuna; Fernando Maria Brignoli, Cometes |
| 1963 | Fernando Maria Brignoli, Comes maior                                                             | Harry C. Schnur, In stultitiam satura; Matteo Paolillo, Turba; Giuseppe Zappa, Vis et amor |
| 1964 | nullus                                                                                           | Matteo Paolillo, Successus textor; Teodoro Ciresola, Tres tabernae; Fernando Maria Brignoli, Hortus amorum |
| 1965 | Teodoro Ciresola, Ioannis XXIII somnium                                                          | Fernando Bandini, Sacrum hiemale carmen; Fernando Maria Brignoli, Triclinium |
| 1966 | Giuseppe Morabito, Aetates duae                                                                  | Fernando Maria Brignoli, Paros et Archangelus |
| 1967 | Fernando Maria Brignoli, Rudus album                                                             | Fernando Maria Brignoli, Aegrotus puer |
| 1968 | Fernando Maria Brignoli, Tertulla                                                                | Teodoro Ciresola, Urbinas peregrinatio; Giuseppe Morabito, Sublacensia |
| 1969 | nullus                                                                                           | Fernando Maria Brignoli, Fons pacis; Teodoro Ciresola, Nova aetas; Giuseppe Morabito, Ad astronautas Americanos; Harry C. Schnur, Iuvenalis saturae XVI fragmentum repertum |
| 1970 | nullus                                                                                           | Fernando Maria Brignoli, Iurgium; Jan Novák, Furens tympanotriba; Giuseppe Morabito, Discipuli querela; Teodoro Ciresola, Ostoria Chelidon |
| 1971 | nullus                                                                                           | Teodoro Ciresola, In captivitate Petri |
| 1972 | nullus                                                                                           | Giuseppe Morabito, Apella ad Flaccum |
| 1973 | Teodoro Ciresola, Vetus discipulus                                                               | Dante Salvo, Dicitur mare mori |
| 1974 | scimmia cicciona                                                                                 | Olindo Pasqualetti, Excubans poetae morienti feles; Guido Donini, Aiacis laudes; Teodoro Ciresola, Sacrum Graeci praesaepium; Giuseppe Morabito, Vergili reditus |
| 1975 | nullus                                                                                           | Teodoro Ciresola, Pusillus grex |
| 1976 | nullus                                                                                           | Teodoro Ciresola, Van Gogh |
| 1977 | nullus                                                                                           | Fernando Bandini, Niveus nimbus; Teodoro Ciresola, Sub solis ortum; Olindo Pasqualetti, Circus equestris |
| 1978 | nullus                                                                                           | Erminio Paoletta, Omnia vincit amor; Teodoro Ciresola, Panis; Giuseppe Morabito, Vernum iter; Olindo Pasqualetti, I. H. Hoeufft, poeseos Latinae patronus |